# Království koček
Království koček (japonsky 猫の恩返し, Neko no ongaeši) je japonský animovaný dobrodružný film, který režíroval Hirojuki Morita v produkci studia Ghibli. Film vychází ze stejnojmenné mangy od Aoi Híragi a vyšel 19. července 2002. Příběh vypráví o pohádkovém dobrodružství dívky Haru v království koček.
Oficiálně film vydal v Česku na DVD Intersonic 10. prosince 2004 pod názvem Království koček, film je však české komunitě známý zejména pod názvem Kočičí oplátka, zvoleným amatérskými českými překladateli titulků, které oficiálnímu filmu předcházely. Film je známý i pod svým anglickým názvem The Cat Returns. Kočičí oplátka je doslovným překladem Neko no ongaeši.
Jde do jisté míry o pokračování filmu Šepot srdce, se kterým má anime společné obě hlavní kočičí postavy a navazuje i tematicky, samotné příběhy jsou ovšem zcela nezávislé. Diváky tak zaujala krátká scéna z příběhu, který v Šepotu srdce hlavní hrdinka Šizuku píše, že byl tento příběh zpracován právě jako film Kočičí oplátka.